# Prince of Persia 2: The Shadow and the Flame
Prince of Persia 2: The Shadow and the Flame – platformowa zręcznościowa gra komputerowa wydana w roku 1993 przez firmę Brøderbund Software. Stanowi kontynuację gry Prince of Persia. W porównaniu z pierwowzorem poprawiono grafikę i oprawę dźwiękową.